# Neustadt (Hessen)
Neustadt (Hessen) är en stad i Landkreis Marburg-Biedenkopf i Regierungsbezirk Gießen i förbundslandet Hessen i Tyskland. 
De tidigare kommunerna Mengsberg, Momberg och Speckswinkel uppgick i Neustadt (Hessen) 1 juli 1974.